# 機関出力
機関出力（きかんしゅつりょく、英語: engine power、エンジン出力、エンジンパワー）は、機関（エンジン）が出すことができる仕事率（パワー）である。仕事率は、最も一般的にはキロワット、仏馬力（メートル法）、または英馬力（ヤード・ポンド法）、で表すことができる。内燃機関の文脈においては、機関出力は通常、「定格出力」を表す。定格出力とは、例えばISO 1585のような一定の試験方法に基づいて、機関が長期間維持できる出力のことである。しかし、一般的に内燃機関には動力を取り出す軸（クランクシャフト）があるため、軸動力に関する規則が内燃機関にも適用される。機関出力は機関トルクとクランクシャフトの角速度の積である。

## 定義
仕事率はトルクと角速度の積である。
- {\displaystyle P=} 仕事率; 単位: ワット (W)
- {\displaystyle M=} トルク; 単位: ニュートンメートル (N·m)
- {\displaystyle n=} クランクシャフト速さ毎秒 (s−1)
- {\displaystyle \omega =} 角速度 = {\displaystyle 2\pi n}

とする。
その結果、仕事率は
{\displaystyle P=M\cdot \omega }
である。
内燃機関では、クランクシャフト速さ{\displaystyle n}が{\displaystyle \omega }よりも一般的な数値であるため、代わりに{\displaystyle 2\pi n}を使うことができる。
{\displaystyle P=M\cdot 2\pi \cdot n}
{\displaystyle n}は単位が毎秒 (s−1) であることに注意する必要がある。もし、一般的な毎分 (min−1) を代わりに使いたいならば、{\displaystyle n}を60で割らなければならない。
{\displaystyle P=M\cdot 2\pi \cdot {n \over 60}}

## 使用

### 数値方程式
以下は、トルクとクランクシャフト速さから機関出力を計算する近似数値方程式である。

#### 国際単位系 (SI)
- {\displaystyle P=} 仕事率; 単位: ワット (W)
- {\displaystyle M=} トルク; 単位: ニュートンメートル (N·m)
- {\displaystyle n=} クランクシャフト速さ毎分 (min−1)

とすると
{\displaystyle P={M\cdot n \over 9550}}

#### 工学単位系 (MKS)
- {\displaystyle P=} 仕事率; 単位: 仏馬力 (PS)
- {\displaystyle M=} トルク; 単位: キロポンドメートル（英語版） (kp·m)
- {\displaystyle n=} クランクシャフト速さ毎分 (min−1)

とすると
{\displaystyle P={M\cdot n \over 716}}

#### 帝国/米国慣用単位
- {\displaystyle P=} 仕事率; 単位: 英馬力 (hp)
- {\displaystyle M=} トルク; 単位: フィート重量ポンド (lbf·ft)
- {\displaystyle n=} クランクシャフト速さ; 単位: 回転数毎分 (rpm)

とすると
{\displaystyle P={M\cdot n \over 5252}}

### 例
ディーゼルエンジンは、定格回転数である{\displaystyle n} 4200 min−1において、234 N·mのトルク{\displaystyle M}を発生する。
- {\displaystyle M=234\,N\cdot m}
- {\displaystyle n=4200\,{min}^{-1}=70\,s^{-1}}

とすると
{\displaystyle 234\,N\cdot m\cdot 2\pi \cdot 70\,s^{-1}=102,919\,N\cdot m\cdot s^{-1}\approx 103\,kW}
または、数値方程式を使用して、
{\displaystyle {234\cdot 4200 \over 9550}=102.91\approx 103}
となる。
エンジンに定格出力は103 kWである。

## 単位
|                           | キロワット | キロポンドメートル毎秒 | 仏馬力    | 英馬力    | フィート重量ポンド毎分 |
| ------------------------- | ---------- | ---------------------- | --------- | --------- | ---------------------- |
| 1 kW (= 1000 kg·m2·s−3) = | 1          | 101.97                 | 1.36      | 1.34      | 44,118                 |
| 1 kp·m·s−1 =              | 0.00980665 | 1                      | 0.013     | 0.0132    | 433.981                |
| 1 PS =                    | 0.73549875 | 75                     | 1         | 0.986     | 32,548.56              |
| 1 hp =                    | 0.7457     | 76.04                  | 1.014     | 1         | 33,000                 |
| 1 lbf·ft·min−1 =          | 2.26·10−5  | 0.0023                 | 2.99·10−5 | 3.03·10−5 | 1                      |